# Chaitra
Chaitra is de eerste maand van de hindoekalender.  Chaitra is ook de eerste maand van het hindoejaar. Ten opzichte van de westerse kalender begint chaitra in de maand maart/april, afhankelijk van de zon die in het sterrenbeeld vissen zijn intrede doet en de datum na de volle maan in die periode. Chaitra luidt een nieuw jaar in en dat wordt gevierd twee weken na het Holifeest. De laatste dag van Phaalguna, de volle maan, wordt Holika dahan uitgevoerd.